# 三重県道13号伊勢多気線
三重県道13号伊勢多気線（みえけんどう13ごう いせたきせん）は、三重県伊勢市から多気郡多気町に至る主要地方道（三重県道）である。

## 概要
道路の旧称は「東熊野街道」または「和歌山別街道」。沿線には工場が多い。
多気町都市計画マスタープランでは、伊勢多気線の整備促進が盛り込まれている。

### 路線データ
2016年（平成28年）4月1日現在。
- 起点：伊勢市上地町字野垣外2024の3番地先[1][3]（三重県道37号鳥羽松阪線交点）
- 終点：多気郡多気町仁田字町村462番地先[1][3]（国道42号仁田北交差点）
- 総延長：12.3564km[1]
- 実延長：12.3564 km[1]
- 重用延長：0.0m[1]
- 橋梁：13本（総延長：102.1m）[1]

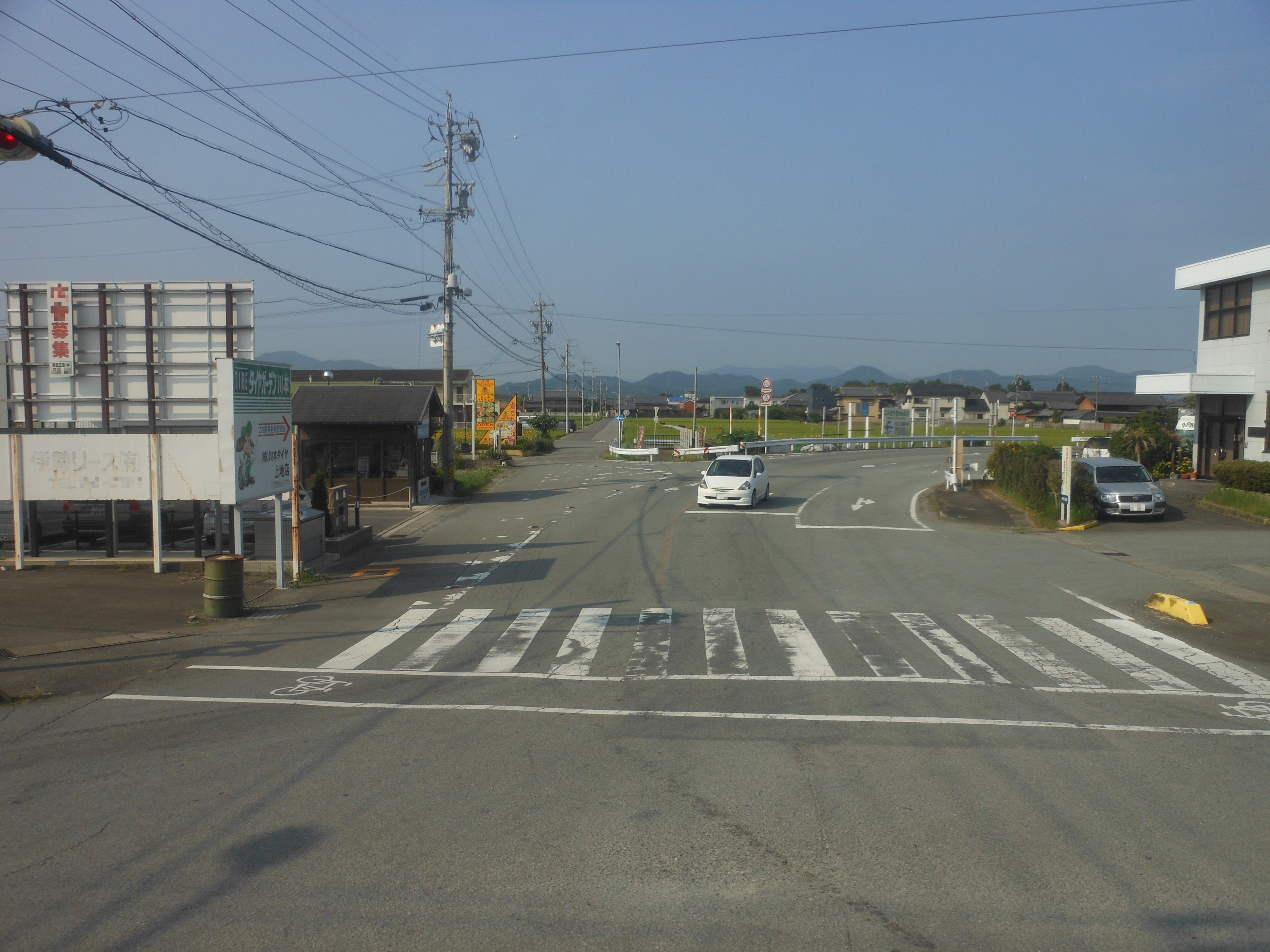
起点（伊勢市上地町）
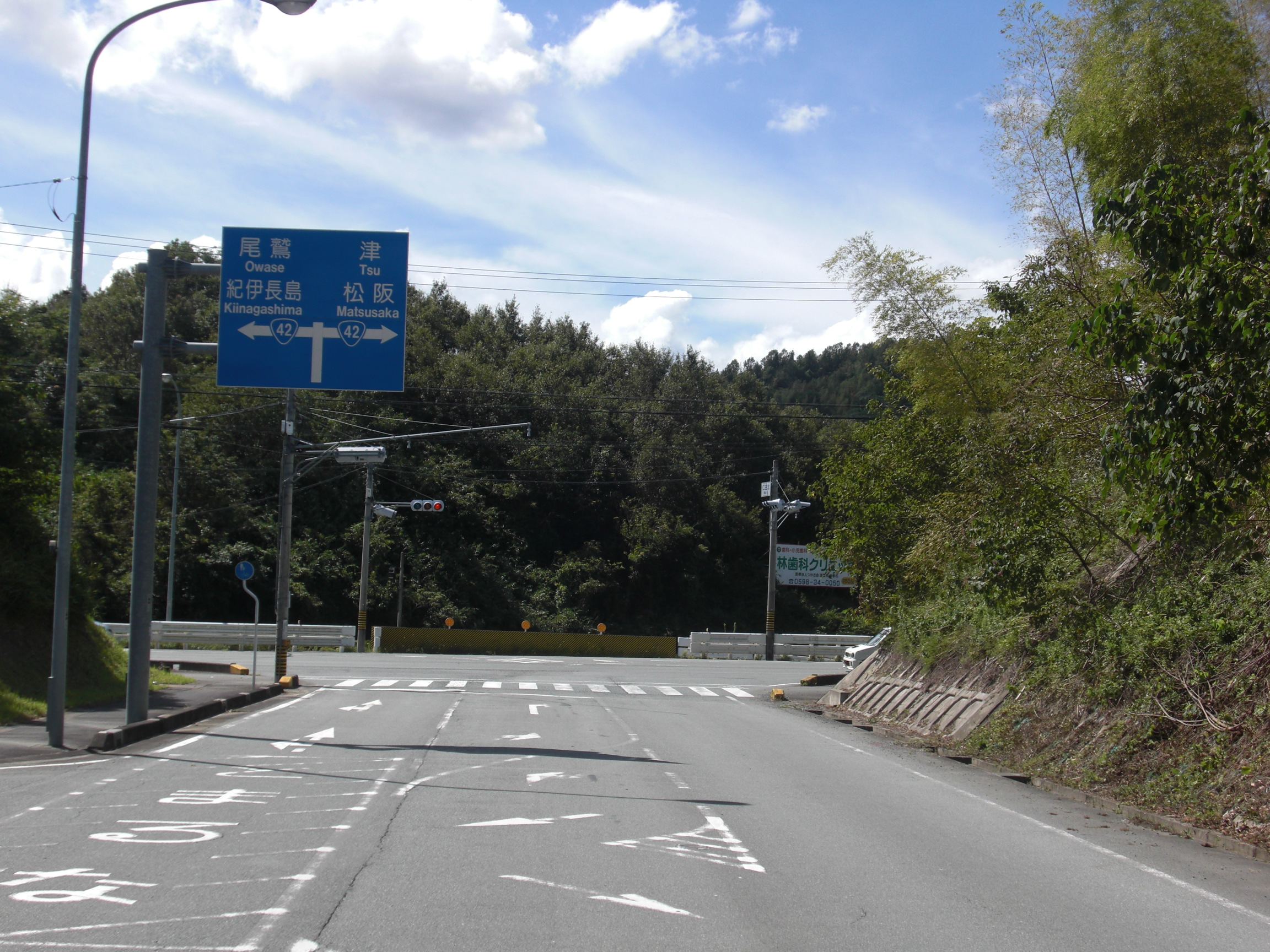
終点の仁田北交差点

## 歴史
- 1977年（昭和52年）3月18日 - 三重県道13号伊勢多気線が路線認定[1][4]。
- 1993年（平成5年）5月11日 - 建設省から、県道伊勢多気線が伊勢多気線として主要地方道に指定される[5]。

## 路線状況

### 別称
本路線の西半分（玉城町勝田・終点間）は、「東熊野街道」あるいは「和歌山別街道」と呼ばれることがある。

### 重複区間
- 三重県道119号松阪度会線（多気郡多気町野中 地内）
- 三重県道708号仁田多気停車場線（多気郡多気町四神田 - 終点）

### 利用状況
交通量
| 地点             | 平日12時間        | 平日24時間        |
| 地点             | 2005年度⇒2010年度 | 2005年度⇒2010年度 |
| 伊勢市上地町     | 7,754台⇒7,361台   | 10,080台⇒9,643台  |
| 度会郡玉城町蚊野 | 4,838台⇒3,774台   | 6,289台⇒4,944台   |
| 多気郡多気町仁田 | 3,379台⇒2,495台   | 4,393台⇒3,268台   |

## 地理

### 通過する自治体
- 伊勢市
- 度会郡玉城町
- 多気郡多気町

### 交差する道路
- 三重県道37号鳥羽松阪線（伊勢市、起点）

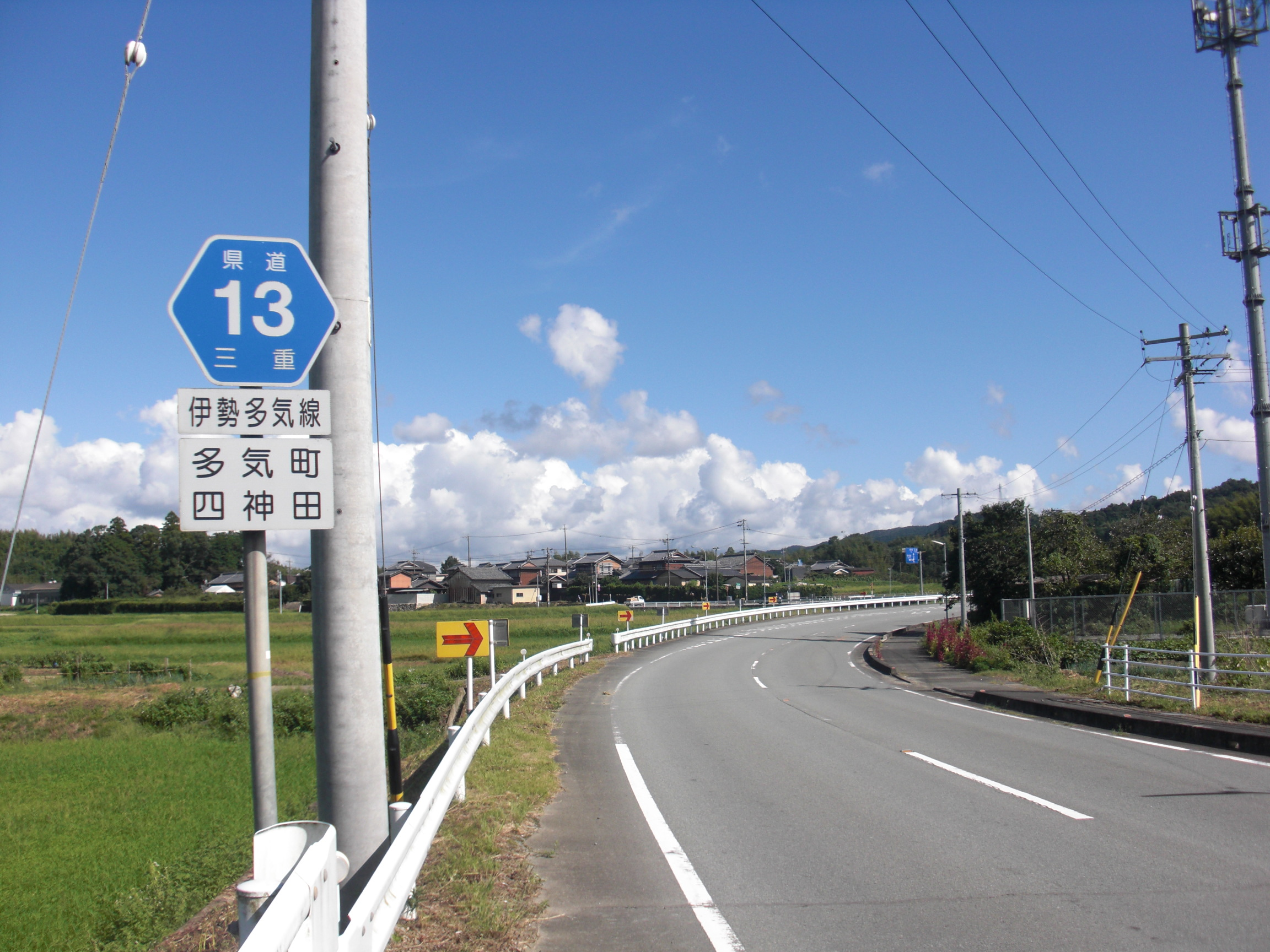
沿線風景（多気町四神田）

- 三重県道717号岩出田丸線（度会郡玉城町佐田・佐田交差点）
- 三重県道65号度会玉城線・三重県道530号田丸停車場斎明線 サニーロード（度会郡玉城町勝田）
- 三重県道119号松阪度会線（多気郡多気町野中）
- 三重県道119号松阪度会線（多気郡多気町野中）
- 三重県道708号仁田多気停車場線（多気郡多気町四神田）
- 国道42号（多気郡多気町・仁田北交差点、終点）

### 沿線にある施設など
- ミマス 本社工場
- 野篠農村公園
- 京セラドキュメントソリューションズ玉城工場
- 玉城町立外城田小学校
- JA多気郡多気ライスセンター